# Kristin Herrera
Kristin Lisa Herrera (ur. 21 lutego 1989 w Los Angeles) – amerykańska aktorka. Jest najbardziej znana z roli Dany w serialu Zoey 101

## Wybrana filmografia
- 2007: Resurrection Mary jako Karen
- 2007: Wolność słowa jako Gloria
- 2005: Zoey 101 jako Dana
- 2001–2004: Babski oddział jako Aimee Varga (gościnnie)
- 2001: Bernie Mac Show jako 'Sophia (gościnnie)
- 1996–2007: Siódme niebo jako Katie (gościnnie)
- 1994: Ostry dyżur jako Frederika Meehan (gościnnie)
- 1993–2005: Nowojorscy gliniarze jako Elena Rodriguez (gościnnie)